# 할리랄 간디

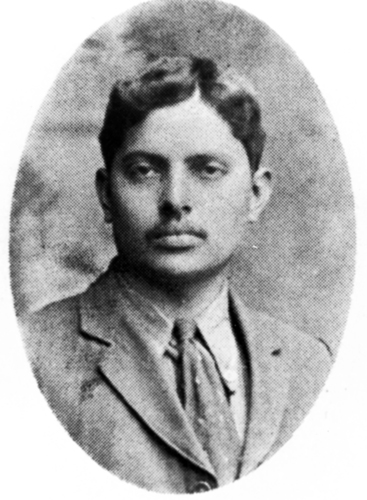
1910년

할리랄 간디(Harilal Gandhi, 1888년 8월 23일 ~ 1948년 6월 18일)는 마하트마 간디의 큰아들로 태어났고 Manilal Gandhi, Ramdas Gandhi와 Devdas Gandhi 세명의 동생들이 있다.